# Parabuthus hamar
Espèce
Synonymes
- Parabuthus terzanii Rossi, 2017

Parabuthus hamar est une espèce de scorpions de la famille des Buthidae.

## Distribution
Cette espèce est présente en Éthiopie (dans les régions du Sud, Sidama, Oromia et Somali) et au Kenya.

## Description
Le mâle holotype mesure 88,85 mm et la femelle paratype 89,1 mm.

## Systématique et taxinomie
Parabuthus terzanii a été placée en synonymie par Kovařík, Lowe, Elmi et Šťáhlavský en 2019.

## Étymologie
Cette espèce est nommée en l'honneur des Hamers.

## Publication originale
- Kovařík, Lowe, Plíšková & Šťáhlavský, 2016 : « Scorpions of the Horn of Africa (Arachnida: Scorpiones). Part VII. Parabuthus Pocock, 1890 (Buthidae), with description of P. hamar sp. n. and P. kajibu sp. n. from Ethiopia. » Euscorpius, no 228, p. 1-58 (texte intégral).